# 學校發展與問責數據電子平台
「學校發展與問責」數據電子平台（英語：E-platform for School Development and Accountability，簡稱ESDA）是香港教育局在每一家學校設立、用以收集學校有關各持分者對學校發展數據的數據庫系統。本系統的設計以管理科學上的關鍵績效指標（KPI）為基礎理論，脫胎自過往的「持分者問卷調查」、「學生情意及社交表現評估」套件（APASO）及「學校資訊科技教育自評系統」（SEP）等自評系統。根據香港教育局相關網站的介紹，這套系統旨在為學校提供「一個『一站式』的自評數據管理網上系統，以達至上述各個系統所提供的功能，使學校能夠「透過簡單的程序，在需要時向教育局提交表現評量數據及持份者問卷調查數據等，以協助教育局製作學校表現評量參考數據」，並且「促進學校自評的效能，並減輕教師的工作量」。透過這個單一的平台，解決了學校過往為了每年只用一次的各種自評數據整理而要為每個部分安排一台具相當運算能力的電腦作準備的問題，由其是過往硬件資源較為緊拙的時候。
本平台的優點，是可以透過使用者利用以Excel檔案建立的模板，為系統數據進行快速更新。這一方面是由於要與舊有系統互相兼容（本平台各成員在2003年時主要還是一個巨型的Excel檔，透過各種公式及數據檢索功能而從教師助理在檔案內鍵入的數據來產生分析數據），而另一方面亦可簡化平台程式的設計。過往平台成員曾經要求系統安裝有Microsoft的Office套裝，但現時會隨系統安裝過程時安裝另外的開源版本Office套裝軟件。

## 架構
本平台以Windows系列:5-6平台配合Apache HTTP Server、並以Java Enterprise為程式語言、PHP作為網上界面的渲染媒介、MySQL為後台數據庫系統:8-15，整個系統可以分為以下四個部分:39：
- 系統安裝部分
- 共用數據部分
- 持份者問卷調查部分
- 學校表現評量參考數據訜分

本系統會與Windows Server內建的IIS相衝，所以安裝前應關閉伺服器操作系統的IIS功能:7。

## 參看
- 學校增值資料系統
- 關鍵績效指標
- WebSAMS

## 外部連結
- 官方网站